# 오야촌 (시즈오카현)
아마사쿠라촌(大谷村)은 시즈오카현의 서부, 우도군・아베군에 속했던 촌이다. 현재의 시즈오카시 스루가구 오오타니 등에 해당하며 시즈오카 대학이 위치한다.

## 역사
- 1889년 4월 1일 - 정촌제 시행에 의해 우도군 오야촌이 성립하였다.
- 1896년 4월 1일 - 군제 시행에 의해 이베군 오야촌이 되었다.
- 1934년 10월 1일 - 시즈오카시에 편입해, 동일 오야촌은 폐지되었다.
- 2005년 4월 1일 - 시즈오카시가 정령지정도시로 승격해 구촌은 스루가구가 되었다.

## 참고문헌
- 『가도카와 일본 지명 대사전 22 静岡県』。